# El Ámbar, Jitotol
El Ámbar är en ort i Mexiko.   Den ligger i kommunen Jitotol och delstaten Chiapas, i den sydöstra delen av landet, 700 km öster om huvudstaden Mexico City. El Ámbar ligger 1 605 meter över havet och antalet invånare är 1 157.
Terrängen runt El Ámbar är kuperad åt nordväst, men åt sydost är den bergig. Runt El Ámbar är det ganska tätbefolkat, med 166 invånare per kvadratkilometer. Närmaste större samhälle är Bochil, 6,9 km sydväst om El Ámbar. I omgivningarna runt El Ámbar växer i huvudsak städsegrön lövskog.